# 世界史年表 (公元前)
- 約300、400萬年前：人類在地球上出現。
- 約200、300萬－1萬年前：人類舊石器時代。打制石器流行，已使用火，晚期大量使用骨、角器。狩獵和採集業發展，血緣家族及母系氏族公社產生。
- 約170萬年前：元謀人生活在今中國元謀一帶，已能製造和使用石器。
- 約70萬年－20萬年前：北京人生活在中國華北地區。
- 約18萬年前：山頂洞人生活在北京人活動過的地區。
- 約30000年－10000年前：原始宗教出現，同時間為了狩獵，狗成為最早被馴化的動物。
- 約前13000年：克洛维斯文化在北美洲出現。克洛维斯人被认为是通过白令海峡最早到达新大陆的人类。
- 約前12000年－前8000年：人類中石器時代。發明並使用弓箭，細石器廣泛應用，狩獵業發展。
- 約前10900年：新仙女木事件在北美洲发生。大多数的更新世巨型动物群灭绝，和克洛维斯文化迅速的灭亡。
- 約前9500年：土耳其的哥貝克力石陣落成。
- 約前8000年－前2000年：人類先後進入新石器時代。磨光加工的石器流行，出現了原始農業和畜牧業。母系氏族公社繁榮。
- 前6000年：小亞細亞地區出現亞麻和羊毛織物。
- 約前6000年－前1000年：古代兩河流域、小亞細亞、希臘、羅馬、印度和波斯等地原始宗教和古代宗教盛行。
- 約前5000年：亞洲西南部和中亞地區開始用冷鍛法加工天然銅。古埃及已使用等臂天平秤，為已知最早的衡器。
- 約前5000年－前4000年：古埃及出現以太陽和月亮為規律的日曆。
- 約前5000年－前3300年：河姆渡文化的原始居民生活在長江下游地區。
- 約前4,000年－前3,200年：古代兩河流域開始進入烏魯克時期
- 前4000年－前3000年：古埃及、西南亞、南歐、中歐和中國等地先後開始用礦石煉銅。
- 前3760年：古代猶太人日曆的首年。
- 前3500年－前3100年：古代兩河流域烏魯克時期發展城市文明 ，代表城市為烏魯克。 並出現陶輪制陶和塔廟建築，創造了楔形文字。
- 前3500年: 古埃及進入前王朝時期，並發展國家（諾姆）形成。出現了象形文字。
- 前3500年－前3000年：古代兩河流域居民開始使用輪式運輸工具。古埃及人已在農業中使用犁、耙和施肥。
- 前3372年：古代南美瑪雅年表中最早的日期。
- 前3100年：古代埃及上埃及統治者美尼斯征服下埃及，初步形成統一國家。埃及早王朝時期開始。
- 前3000年：古代兩河流域蘇美地區出現奴隸制城市國家。
- 約前3000年：古埃及出現有槳和帆的船。古埃及人已使用銅鏡。古印度人發明了印章文字。
- 前3000年－前2300年：愛琴海地區克里特文明出現。
- 前2686年－前2181年：埃及古王國時期。國家統一完成，大規模興建金字塔。
- 前27世紀：古代兩河流域蘇美時代的英雄史詩《吉爾伽美什史詩》形成。
- 前26世紀：古埃及著名的獅身人面像落成。
- 前2500年：古代蘇美醫學發現礦泉水有癒合特性，古代蘇美人已使用燃油燈，學會烤製麵包和釀製啤酒。歐洲出現編織機。
- 約前2500年－前1500年：西亞古亞述時期。
- 前25世紀－前23世紀：古代兩河流域古巴比倫人發明在陶片上刻劃地圖。
- 前2378年－前2371年：古代蘇美拉格什國王烏魯卡基那在位，進行世界最早的改革。
- 前2371年－前2154年：古代兩河流域阿卡德王國時期。國王薩爾貢統一兩河流域南部。
- 約前2300年－前1750年：古印度哈拉帕文化時期。
- 前23世紀：中國堯命羲、和觀測天象，制定曆法，以366日為一年，置閏月以正四時。
- 前2181年－前2040年：古埃及第一中間期。
- 約前2113年－前2096年：古代兩河流域烏爾第三王朝創立者烏爾納姆在位，頒布《烏爾納姆法典》。同時古亞述帝國興起，但受烏爾第三王朝統治。
- 約前21世紀：中國大禹治水成功。
- 約前21世紀－前17世紀：中國二里頭文化存在。
- 約前2070年－前1600年：中國夏朝。
- 前2040年－前1786年：古埃及中王國時期。青銅器廣泛應用，開發法雍湖地區，修建卡爾納克神廟。
- 前2017年－前1595年：古代兩河流域古巴比倫時代。
- 前2000年：愛琴海地區邁錫尼文明出現。古代埃及出現圖書館，製作木乃伊。
- 前1900年－前1600年：古希臘出現線形文字，青銅器廣泛使用。
- 前1792年－前1750年：古代兩河流域古巴比倫第6代國王漢穆拉比在位，定《漢穆拉比法典》。
- 前1786年－前1567年：古埃及第二中間期。喜克索斯人入侵，統治埃及百餘年。
- 前18世紀：古巴比倫出現農人歷書，內容包括灌溉、耕耘和收穫，為已知最早的農人歷書。
- 約前17世紀－前14世紀：小亞細亞赫梯古王國時期。
- 約前1600年－前1046年：中國商湯滅夏，建立商朝。
- 前1567年－前1085年：古埃及新王國時期。
- 約前1500年：中國二里岡文化存在。古代埃及人已使用24個字母符號。古代埃及小說《錫諾赫的故事》問世。古巴比倫人創造了發達的數學和天文學。馬開始用於車輛運輸。英國索爾茲伯裡和威爾特地區建造史前巨石群。古埃及人已使用水銀。
- 前1500年－前1000年：古印度早期吠陀時代。瓦爾那制度萌芽。
- 前1379年－前1362年：古代埃及實施埃赫那頓改革。
- 約前1300年：古代埃及和美索不達米亞地區已有日晷。
- 約前14世紀：中國盤庚自奄遷殷，產生甲骨文。
- 前14世紀－前12世紀：古代西亞赫梯帝國時期。
- 前14世紀中葉－前11世紀末：古代西亞中亞述帝國時期。
- 約前13世紀：中國商代青銅器全盛時代。晚商司母戊鼎為現存最大青銅器。
- 前11世紀－前9世紀：古希臘荷馬時代。
- 約前1046年－前256年：中國武王伐紂，滅商。建立周朝。
- 前1000年：古埃及和印度出現麻風病。
- 前1000年－前600年：古印度後吠陀時期。雅利安人國家形成，婆羅門教流傳。
- 前10世紀－前612年：古代西亞新亞述帝國時期。鐵器出現並廣泛應用。
- 前10世紀－前5世紀：古代印度最早的哲學著作、婆羅門教經典《奧義書》形成。
- 前841年：中國周厲王暴虐，國人暴動。召公、周公行政，號曰共和。中國歷史準確年代自此開始。
- 前9世紀末：古希臘斯巴達國家形成。
- 前8世紀：古希臘史詩《伊利亞特》、《奧德賽》形成，傳為荷馬所作。中東地區的帕加馬人發明羊皮紙製成的書籍，稱「羊皮書卷」。亞美尼亞地區創建坎兒井。
- 前776年：中國記載世界上最早的日蝕。古希臘第一次奧林匹克運動會在奧林匹亞召開。
- 前771年：西周亡於犬戎之禍。
- 前770年：中國周平王東遷雒邑，東周始。歷史進入春秋時期。
- 前722年：中國史籍《春秋》記事始於本年，為世界上最早的編年史。
- 前700年－前600年：古代腓尼基人用山羊脂和草木灰製成肥皂。
- 前8世紀－前6世紀：古羅馬王政時代。
- 前626年－前539年：古代兩河流域新巴比倫王國時期。
- 前624年－前547年：古希臘哲學家泰勒斯在世，創立米利都學派。
- 前621年：古雅典頒布《德拉古法典》。
- 前613年：中國《春秋》載世界上對哈雷彗星的最早記錄。
- 前612年：新巴比倫帝國聯合米底王國攻陷新亞述帝國首都尼尼微，新亞述帝國開始衰亡。
- 前609年：米底王國併吞新亞述帝國，新亞述帝國正式滅亡。
- 前610年－前546年：古希臘哲學家阿那克西曼德在世。
- 約前7世紀：巴比倫人發現日食和月食重複出現的沙羅週期。
- 前604年－前561年：古代兩河流域新巴比倫國王尼布甲尼撒二世在位，修建空中花園，滅猶太國。
- 前594年：古希臘雅典執政官梭倫實行政治經濟改革，頒布《阿提卡法典》。
- 約前580年－前500年：古希臘數學家、哲學家畢達哥拉斯在世，創立畢達哥拉斯學派，提出畢達哥拉斯定理、數和諧說和靈魂輪迴說。
- 約前563年－前483年：佛教創始人釋迦牟尼在世。
- 前558年－前330年：中西亞波斯帝國（阿契美尼德王朝）時期。
- 前571年—前470年:「老子」在世。《老子》一書被人們廣泛稱為《道德經》，為道家及道教的經典。後人奉為道家學派之開教宗師。
- 前551年－前479年：孔子在世，創立儒家學派，首創私人講學，主持文化古籍的編訂整理。現存《論語》為門人記錄他談話的編集。
- 約前540年－前468年：耆那教創始人筏馱摩那在世。
- 約前525年－前456年：古希臘劇作家埃斯庫羅斯在世。
- 前512年：中國孫武以兵法進呈吳王闔閭，有《孫子兵法》傳世。
- 約前500年－前449年：希波戰爭。
- 前485年－前425年：古希臘歷史學家希羅多德在世。
- 約前476年－前390年：中國戰國時期思想家墨子在世，創立墨家學派。
- 前475年：中國戰國時期開始。
- 前469年－前399年：古希臘哲學家蘇格拉底在世。
- 約前460年－前401年：古希臘歷史學家修昔底德在世，著有《伯羅奔尼撒戰爭史》。
- 約前460年－前370年：古希臘哲學家德謨克利特在世。
- 前432年：古希臘建成帕提農神廟，由雕刻家菲迪亞斯裝飾設計。
- 前431年－前404年：發生伯羅奔尼撒戰爭。
- 前427年－前348年／前347年：古希臘哲學家柏拉圖在世。
- 前403年：韓國、趙國、魏國三家分晉。
- 前384年－前322年：古希臘哲學家亞里士多德在世。
- 前372年－前289年：中國戰國時期思想家孟子在世。
- 約前369年－前286年：中國戰國時期思想家莊子在世。
- 約前360年：中國《甘石星經》書成，為世界上第二早的天文著作。
- 前356年：中國秦孝公任用商鞅變法。
- 前353年：桂陵之戰爆發，圍魏救趙。
- 前341年－前270年：古希臘哲學家伊壁鳩魯在世。
- 前340年－前278年：中國戰國時期楚國詩人屈原在世，開創楚辭，寫《離騷》，後投汨羅江殉志。
- 前334年－前324年：馬其頓國王亞歷山大大帝率軍東征波斯、中亞和印度，行程萬里，為世界古代史上著名的軍事遠征。
- 前330年－前275年：古希臘數學家歐幾里得在世，著《幾何原本》。
- 前323年－前187年：古印度摩揭陀王國孔雀王朝時期。
- 前318年：五國攻秦之戰爆發。
- 前312年－前64年：中西亞塞琉古帝國時期。
- 前305年－前30年：古埃及托勒密王朝時期。
- 前4世紀－4世紀：古印度史詩《摩訶婆羅多》形成。
- 前4世紀－2世紀：古印度史詩《羅摩衍那》形成。
- 前287年－前212年：古希臘數學家、物理學家阿基米德在世。
- 約前280年：古埃及亞歷山大城港口建成法羅斯燈塔，為世界古代七大奇跡之一。
- 約前269年－前232年：古印度摩揭陀王國孔雀王朝國王阿育王統治時期，孔雀王朝進入鼎盛階段。
- 前264年－前241年：第一次布匿戰爭發生。
- 前256年：中國周赧王卒，秦取九鼎寶器，東周亡。李冰築都江堰。
- 前247年－226年：中亚帕提亞帝國時期。
- 前234年－前149年：羅馬共和時期農學家加圖在世。
- 前221年：中國秦滅六國，建立大一統王朝秦朝。
- 前218年－前201年：第二次布匿戰爭發生。
- 前215年－前204年：第一次馬其頓戰爭發生。
- 前209年：中國陳勝吳廣起義。
- 前206年：中國項羽自立為西楚霸王，分封諸侯王，劉邦為漢王。史稱楚漢相爭。
- 前202年：中國劉邦稱帝，建立漢朝，都洛陽，不久遷都長安。
- 前200年－前197年：第二次馬其頓戰爭發生。
- 前3世紀：埃及托勒密王朝在亞歷山大城建成規模巨大的亞歷山大圖書館，古希臘埃拉托色尼首創「地理學」一詞。
- 前194年－前108年：衛滿朝鮮時期。
- 前171年－前168年：第三次馬其頓戰爭發生。
- 前149年－前146年：第三次布匿戰爭發生。
- 前146年：古希臘被羅馬共和國征服。
- 前140年：中國董仲舒罷黜百家。
- 前138年：中國張騫初使西域。
- 前118年：中國鑄五銖錢。
- 前115年：中國張騫使西域還；西域始通漢。絲綢之路始暢通。
- 前108年：日本倭國建立。
- 前106年－前43年：古羅馬政治家、哲學家西塞羅在世，最先系統提出自然法學說，建立了折衷主義哲學體系。
- 前104年：中國造《太初曆》。司馬遷始著《史記》為中國第一部紀傳體通史著作。
- 前100年：中國蘇武使匈奴被扣，羈留19年始歸漢。《周髀算經》成書。
- 前2世紀：古希臘人建成宙斯祭壇。古希臘雕刻家阿歷山德羅斯完成大理石圓雕阿佛洛狄忒，為古希臘時期的雕刻代表。古印度開鑿阿旃陀石窟。
- 前99年－前55年：古羅馬哲學家盧克萊修在世。
- 前73年－前71年：古羅馬斯巴達克起義。
- 約前57年：朝鮮古國新羅建立。
- 前45年：儒略歷開始實行。
- 前44年：凱撒於元老院遇刺而死。
- 前43年：屋大維和安東尼、雷必達結為後三頭同盟。
- 約前37年：朝鮮古國高句麗建國。
- 前31年：亞克興海戰爆發，屋大維打敗安東尼和克利奧帕特拉七世的海軍，兩人被迫逃往埃及。
- 前30年：屋大維攻入埃及，安東尼和克利奧帕特拉七世相繼自殺，屋大維成羅馬最高統治者。
- 前27年：屋大維被元老院尊為奧古斯都，羅馬進入帝國時期。
- 前18年：朝鮮古國百濟建國。
- 前3年：基督教創始人耶穌誕生。
- 前1世紀：希臘雕刻家阿耶桑德羅斯、諾多羅斯、波利佐羅斯3人雕成大理石雕像《拉奧孔》。